# Посольство России в Швейцарии
46°56′03″ с. ш. 7°27′47″ в. д.
Посольство России в Швейцарии — дипломатическое представительство Российской Федерации в Швейцарской Конфедерации, находящееся в столице альпийского государства, городе Берне.

## История российско-швейцарских отношений
История дипломатических отношений между Россией и Швейцарией насчитывает почти двести лет. Первым послом России в Швейцарии был видный российский дипломат И. А. Каподистрия, который возглавил российское Посольство в 1814 году. Он непосредственно участвовал в работе над проектом Конституции Швейцарской Конфедерации. Его же рукой были подписаны заключительные документы Венского конгресса 1815 года, провозглашавшие Российскую империю одним из гарантов швейцарского нейтралитета.
История дипломатических отношений между СССР и Швейцарией имеет различные периоды подъёмов и спадов. С 1918 года по 1946 год дипломатические отношения были разорваны.
Лишь после окончания холодной войны отношения между двумя странами стали развиваться, охватывая различные сферы жизни: политика, экономика, взаимные инвестиции, культура, спорт, туризм.

## Здание посольства
За всю историю присутствия российской дипломатической миссии в Швейцарии она неоднократно меняла своё местоположение. К 1917 году русское посольство, казалось, надолго обосновалось в Берне на Шваненгассе, 4. Однако революционные события в России и последующие три десятилетия отсутствия официальных дипломатических отношений между Берном и Москвой привели к утрате этого адреса. После восстановления дипломатических отношений в 1946 году встал вопрос о постоянном размещении посольства. Окончательно этот вопрос был решён в 1948 году, когда было арендовано здание для посольства СССР. Позднее в 1965 году этот особняк с усадьбой на Бруннадернрайн, 37 был выкуплен под посольство СССР. После распада СССР здесь расположилось посольство России, так как согласно договорённости новых независимых государств, бывших союзных республик, все активы СССР (в том числе и недвижимость), а также все долги СССР перешли к Российской Федерации.
Здание посольства было построено в 1911 году и представляет собой образец «бернского барокко» — с прилегающими флигелями и небольшим, спускающимся к реке Ааре парком.